# Juan Filloy
Juan Filloy (Córdoba, 1 de agosto de 1894-Ib., 15 de julio de 2000) fue un escritor y jurista argentino.
Ha sido reconocido por autores como David Viñas, Jorge Luis Borges, Julio Cortázar, Leopoldo Marechal, Juan José Saer, Adolfo Prieto y Mempo Giardinelli, entre otros, y recibió varios reconocimientos, a pesar de lo cual, su poco interés en promocionar sus obras ha hecho que sea un autor desconocido para el gran público, convirtiéndolo en un autor de culto dentro de las letras rioplatenses.

## Biografía
Juan Filloy nació el 1° de agosto de 1894 en la ciudad de Córdoba, siendo el segundo hijo de Benito Filloy, un campesino español de Pontevedra, Galicia, y de Dominique Grange, una campesina francesa natural de Toulouse, que se ganaba la vida como curandera y lavandera; de tal manera que su apellido se pronuncia Fiyoy y no Filoy, "porque es un apellido gallego y no irlandés".
Realizó los estudios primarios en la escuela Normal Alejandro Carbó y los secundarios en el colegio Nacional de Monserrat de la Ciudad de Córdoba. 
En 1912 la familia, compuesta por sus padres y los hermanos Benito (c. 1891- 1976), Rosa y Manuel, instaló el cine, teatro y bar Imperial con una inversión que, aunque distinta, no aumentó la prosperidad del grupo.
En 1913 se desempeñó como bibliotecario ad-honorem de la biblioteca Popular Vélez Sarsfield (fundada el 11 de mayo de 1909), ubicada en el mismo barrio General Paz de su infancia y adolescencia; al año siguiente ocupó el cargo de secretario de la entidad.
Aunque nunca jugó al fútbol, fue socio fundador del club Talleres, entidad de la que llegó a ser secretario y presidente de la delegación que viajó a Chile en 1923. En 1918 tuvo participación activa en la Reforma Universitaria, casi al mismo tiempo que trabajaba de dibujante caricaturista. Fue miembro de la Federación Argentina de Boxeo y dirigió combates de Luis Ángel Firpo.
En 1920, recién graduado en Derecho en la Universidad Nacional de Córdoba, se trasladó a Río Cuarto, ciudad en la que residiría durante sesenta y cuatro años. En su ciudad adoptiva fue uno de los fundadores del Museo de Bellas Artes de Río Cuarto y del Golf Club (deporte que nunca practicó). Durante sesenta años fue colaborador del diario El Pueblo de Río Cuarto, en el que escribía una columna diaria con comentarios de actualidad, crítica literaria o teatral. 
Publicó su primera obra, Periplo, crónicas de un viaje de dos meses en los que recorrió toda la costa del Mediterráneo, en 1930. Durante los nueve años siguientes publicó otros seis libros, incluyendo tres novelas (¡Estafen!, Op Oloop y Caterva), un poemario (Balumba), una suerte de geografía poética de la Argentina (Aquende) y un volumen de prosas poéticas (Finesse), todos en ediciones de autor de poco alcance, para después dejar de publicar durante casi tres décadas, durante las cuales se desempeñó como juez, si bien nunca dejó de escribir. En reportajes posteriores, explicó este silencio editorial por incompatibilidades con sus funciones jurídicas:

"Hay un artículo en el Código donde la publicación de pornografía es punida. Como juez he hecho todo lo posible para que los libros que tuvieran coprolalia no estuvieran al alcance de la prensa. Por eso se hicieron ediciones privadas, que eran dedicadas personalmente, de modo estricto, a mis amigos. Yo no podía cometer la tontería de caer en las sanciones del artículo 218 que a mí, como juez me correspondía aplicar."

En 1933 comenzó a cartearse con Paulina Warshawsky, una docente entrerriana hija de judíos ingleses que conocía a un amigo de Filloy. Finalmente, en 1935 se conocieron personalmente en Buenos Aires. En palabras del escritor: «Nos conocimos la tarde de un viernes, nos pusimos de novios el sábado, nos comprometimos el domingo y nos casamos el lunes». Permanecieron juntos durante casi cincuenta años, hasta la muerte de Paulina en 1984, y tuvieron a sus hijos Fernán y Monique.
Entre 1967 y 1973, la editorial Paidós reeditó sus novelas ¡Estafen! y Op Oloop, a las que se agregó una editada por primera vez, La potra, en una colección dirigida por Bernardo Verbitsky, lo que generó un redescubrimiento de su obra, hasta que Filloy volvió a publicar en ediciones de autor. Otra de sus novelas, Vil & Vil (1975), fue prohibida por el gobierno militar y fue interrogado durante varias horas, al cabo de las cuales lo liberaron porque sólo habló de literatura.
Después de la muerte de su esposa en 1984, volvió a residir en la ciudad de Córdoba, donde siguió escribiendo a pesar de su avanzada edad. Publicó Karcino, un tratado de palíndromos, y Esto fui, memorias de infancia. Por este tiempo también apareció Don Juan, una antología de textos suyos a cargo de Mempo Giardinelli, amigo y difusor de la obra de Filloy, y quien también lo entrevistó para su revista Puro cuento en 1987.
Cumpliendo su deseo de ser «un hombre de tres siglos», falleció mientras dormía la siesta en su departamento el 15 de julio de 2000, a pocas semanas de cumplir 106 años. A su velatorio asistieron las principales personalidades de la cultura de Córdoba, y fue sepultado en el cementerio San Jerónimo de la capital provincial. A fines de ese año, la biblioteca de la Universidad de Río Cuarto fue bautizada con su nombre.

## El escritor
Dado que, al igual que Juan L. Ortiz, nunca se preocupó por promocionar su obra, prefiriendo publicar en ediciones de autor de tiradas limitadas destinadas a sus amigos, la obra de Filloy ha sido y sigue siendo desconocida para el gran público, lo cual no ha impedido que sea elogiado por algunas importantes figuras literarias. Así, el escritor y crítico David Viñas sostuvo que «La producción de Filloy de los años treinta se ubica, por su calidad, entre las obras de Roberto Arlt, el teatro de Armando Discépolo y la poesía de Oliverio Girondo»., y el crítico Adolfo Prieto dijo de él: «hay una capacidad inventiva, un desprejuicio frente a las formas tradicionales de la narrativa y un tan regocijante manejo del idioma, que desgajan a la obra de Juan Filloy del contexto histórico de la novelística de su tiempo y aconsejan una atención particularizada de la misma». Asimismo, influenció a autores como Julio Cortázar, quien lo menciona en sus obras Rayuela (en el capítulo 108) y La vuelta al día en ochenta mundos (en el texto «De la seriedad en los velorios»); o Leopoldo Marechal, en su novela El banquete de Severo Arcángelo. Su obra se caracteriza principalmente por una crítica a las costumbres humanas, crítica efectuada mediante el humor recurriendo frecuentemente a la parodia y a la ironía.
El investigador Hugo Aguilar, docente de la Universidad Nacional de Río Cuarto, ha dividido la producción filloyana en tres períodos:
- Una primera etapa comprendida entre 1930 y 1939, donde «se muestra como un escritor convencional, con un estilo clásico con algunas audacias estructurales, y una riqueza léxica notable».[11] Esta etapa culminaría en Caterva.

- Una segunda etapa comprendida entre 1971 y 1982, donde Filloy abandona las convenciones tradicionales de la narrativa y experimenta con narraciones corales, sin un narrador central. De este período, Aguilar destaca las novelas Vil & Vil y L'Ambigú, si bien también puede mencionarse La potra, que Filloy juzgaba como su novela preferida de las que había escrito.[12]

- Una tercera etapa comprendida entre 1988 y 2000, que abarca la última parte de su producción.[13]

Entre las curiosidades de su obra literaria merecen destacarse su afición a los palíndromos ―de los que ha publicado más de ocho mil, lo que lo convierte en el mayor realizador de palíndromos en lengua española― y a los megasonetos, que consisten 14 series de 14 sonetos, de los que publicó ochocientos noventa y seis. Otra curiosidad consiste en que todos los títulos de sus obras tienen siete letras, y el hecho de que tenga al menos un título con cada una de las letras del alfabeto.

## Obras
A lo largo de sus casi 106 años de vida, Filloy desarrolló una vasta obra literaria en todos los géneros: novela, cuento, artículo, poesía, ensayo, nouvelle, traducción o historia, además de crear textos híbridos que cruzan elementos de varios géneros, sumando un total de más de cincuenta obras, lo que convierte a Filloy en uno de los autores más prolíficos de su país. En vida del autor se publicaron veintisiete obras, entre 1930 y 1997:
 Novelas
- ¡Estafen! (1931)
- Op Oloop (1934)
- Caterva (1938)
- Ignitus (1971)
- La potra (1973) - segundo volumen de la saga Los Ochoa. Gran Premio de Honor de Literatura 1971.
- Vil & Vil (1975)
- L’Ambigú (1982)
- La purga (1992)
- Sagesse (1995)
- Sexamor (1996) - tercer volumen de la saga Los Ochoa.
- Decio 8A (1997) - cuarto volumen de la saga Los Ochoa.

Cuentos
- Yo, yo y yo (1971)
- Los Ochoa (1972) -  primer volumen de la saga Los Ochoa.
- Tal cual (1980)
- Gentuza (1991)
- Mujeres (1991)

Poesía
- Balumba (1932)
- Finesse (1939)
- Usaland (1973)
- Elegías (1994)
- Sonetos (1996)

No ficción
- Periplo (1930) - Crónicas de viaje
- Aquende (1935) - Geografía poética de la Argentina.
- Urumpta (1977) - Ensayos
- Karcino (1988) - Palíndromos
- Esto fui (1994) - Memorias

Otras tres obras fueron publicadas bajo forma de artículos en el citado diario El Pueblo y en La Nación de Buenos Aires:
- Jjasond
- Metopas
- Ñanpilm.

Con todo, varias obras de Filloy permanecen inéditas:
- Ambular
- Changüí
- Churque
- Eran así
- Gaudium
- Homo sun
- Ironike
- Item Más
- Llovizna
- Miss Liv
- Nepente
- Nefilim
- Quolibet
- Recital
- Revenar
- Sicigia
- Tanatos
- Todavía
- Witness
- Xinglar
- Zodíaco.

## Premios
A lo largo de su vida, Filloy recibió numerosos reconocimientos. 
- Gran Premio de Honor de la SADE, 1971.
- Pluma de Plata del Pen Club, 1978.
- Miembro de la Academia Argentina de Letras, 1980.
- Orden al Mérito de la República, Italia, 1986.
- Doctor honoris causa por la Universidad Nacional de Río Cuarto, 1989.
- Chevalier de l'Ordre des Arts et des Lettres, Francia, 1990.
- Premio Esteban Echeverría, Gente de Letras, 1991.
- Premio Trayectoria, Fondo Nacional de las Artes, 1993.
- Premio Konex Novela: Quinquenio 1984 - 1988, 1994.
- Pluma de Oro del Pen Club, 1994.
- Pluma de Honor del Pen Club, 1995.
- Personalidad Emérita de la Cultura Nacional, 1996.
- Gran Premio de Honor, Fundación Argentina de Poesía, 1996.
- Mayor Notable, Congreso de la Nación Argentina, 1997.

El diario La Nación, del que fue columnista durante años, llegó a proponerlo como candidato al Premio Nobel de Literatura, si bien la moción no prosperó.